# مارجوری رینولدز
مارجوری رینولدز (انگلیسی: Marjorie Reynolds؛ ۱۲ اوت ۱۹۱۷ – ۱ فوریهٔ ۱۹۹۷) یک هنرپیشه اهل ایالات متحده آمریکا بود.

## فیلمشناسی
- وحی (فیلم ۱۹۲۴) (در عنوان بندی نیامده)
- بر باد رفته (فیلم) (در عنوان بندی نیامده)
- دیکسی (فیلم)